# الجبانة الوسطى

تعديل مصدري - تعديل

الجبانة الوسطى هي إحدى حارات حي المشنة بمدينة إب اليمنية، بلغ تعداد سكانها 4126 نسمة حسب تعداد اليمن لعام 2004.